# Sörup
Sörup (dänisch: Sørup) ist eine Gemeinde im Kreis Schleswig-Flensburg in Schleswig-Holstein. Sie ist ein amtlich anerkannter Erholungsort.

## Geographie

### Geographische Lage
Das Gemeindegebiet von Sörup erstreckt sich zentral im Bereich der naturräumlichen Haupteinheit Angeln (Nr. 700) der Großregion Schleswig-Holsteinisches Hügelland am Winderatter See und am Südensee. Die Raumordnung weist den Ort als einen ländlichen Zentralort aus.

### Gemeindegliederung
Im Gemeindegebiet liegen die Ortsteile Barg (Bjerre, auch Bjerg), Bargfeld (Bjerremark), Dingholz (Tingskov), Flatzby (Fladsby), Gammelby, Hardesby (Harresby), Hollehitt (Holdhid), Löstrup (Løstrup), Mooswatt (Mosevad), Möllmark (Mølmark, auch Møglmark), Mühlenholz (Mølskov oder Mølleskov), Schwensby (Svendsby), Silkmoos (Silkemose), Sörupholz (Sørupskov), Sörupmühle (Sørup Mølle), Südensee (Søndersø), Südenseehof und Winderatt (Venerød, aber auch Vinderad und Vinderød, angeldän. Vinn'raj bzw. Vinjerat).

### Nachbargemeinden
Direkt angrenzende Gemeindegebiete von Sörup sind:
| Ausacker     | Husby. Grundhof, Dollerup                   |                                 |
|              | Kompassrose, die auf Nachbargemeinden zeigt | Steinbergkirche, Sterup, Ahneby |
| Mittelangeln | Mohrkirch                                   |                                 |

### Geologie
Das Gemeindegebiet ist geprägt als Endmoränengebiet, welches sich an der Oberfläche erdgeschichtlich ab dem Zeitraum der Weichselkaltzeit ausgebildet hat.

## Geschichte
Sörup wurde erstmals 1338 als Sodorp, also als Dorf am See zu adän. -thorp, mnd. -dorp, erwähnt (Dipl. dan. 2, 12), es bezeichnet somit die Lage am Südensee. Es ist jedoch wesentlich älter, was vor allem die imposante Kirche aus dem 12. Jahrhundert belegt. Auch die übrigen Dörfer der heutigen Gemeinde, deren Umfang exakt dem mittelalterlichen (heute evangelisch-lutherischen) Kirchspiel Sörup entspricht, sind teilweise sehr alt. 
In der dänischen Zeit gehörte das Dorf und Kirchspiel zum Gebiet der Nieharde (Nyherred) und war deren westlichstes Kirchdorf. Die Thingstätte befand sich im nahgelegenen Dingholz (Tingskov). Zahlreiche Besitzungen in der Gemeinde gehörten im Mittelalter dem Schleswiger Domkapitel, andere dem südöstlich gelegenen Kloster Mohrkirch. Südensee bildete ein selbständiges adeliges Gut, und auch einige Nachbargüter hatten einzelne Besitztümer in der Gemeinde.
Sörup ist traditionell eines der zentralen Dörfer der Landschaft Angeln. Nach dem Deutsch-Dänischen Krieg 1864 kam der Ort 1866 zu Preußen. Einen erheblichen Aufschwung nahm das Dorf, als 1881 die Kiel-Flensburger Eisenbahn gebaut wurde. Mit dem Bau der Flensburger-Kreisbahn-Strecke von Satrup nach Rundhof wurde Sörup ein zentraler Bahnknoten in Angeln und erhielt den Bahnhof Sörup. Auch Winderatt hatte einen eigenen Bahnhof an der Flensburg-Kieler Bahn, ebenso wie Möllmark, Südensee und Mühlenholz (Gemeinde Südensee) an der Kreisbahnstrecke.
In der Kaiserzeit war das große Kirchspiel Sörup, das ab 1889 auch einen eigenen Amtsbezirk bildete, in elf Landgemeinden und den Gutsbezirk Südensee aufgeteilt. Die einzelnen Gemeinden waren Barg, Flatzby, Gammelby, Hardesby, Löstrup, Möllmark, Schwensby, Sörup, Sörupholz, Südensee und Winderatt. 1928 fiel der Gutsbezirk Südensee zur gleichnamigen Landgemeinde. 1966 schloss sich Möllmark der Gemeinde Löstrup an, vier Jahre später vereinigten sich alle Gemeinden des Kirchspiels und Amtsbezirks Sörup zur amtsfreien Gemeinde Sörup. Anfang 2008 schloss sich die Gemeinde dem Amt Satrup an, das sich daraufhin in Amt Mittelangeln umbenannte.

## Politik

### Gemeindevertretung
Bei der Kommunalwahl am 14. Mai 2023 wurden insgesamt 17 Sitze vergeben. Von diesen erhielt die CDU neun Sitze, die Grünen und die SPD je drei Sitze und die FDP zwei Sitze.

### Wappen
Blasonierung: „Über silbernem Schildfuß, darin zwei blaue Wellenfäden, in Blau ein goldenes Rad mit elf Speichen.“
Die elf Speichen im Rad stellen die elf Gemeinden des ehemaligen Amtes Sörup dar. Die Wellenfäden symbolisieren den Ortsnamen, dessen dänische Form Sørup „Dorf am See“ oder „Seedorf“ bedeutet.

### Gemeindepartnerschaften
Sörup unterhält eine Partnerschaft mit der Gemeinde Plate in Mecklenburg-Vorpommern und mit der Gemeinde Ruciane-Nida in Masuren (ehem. Ostpreußen, jetzt Polen).

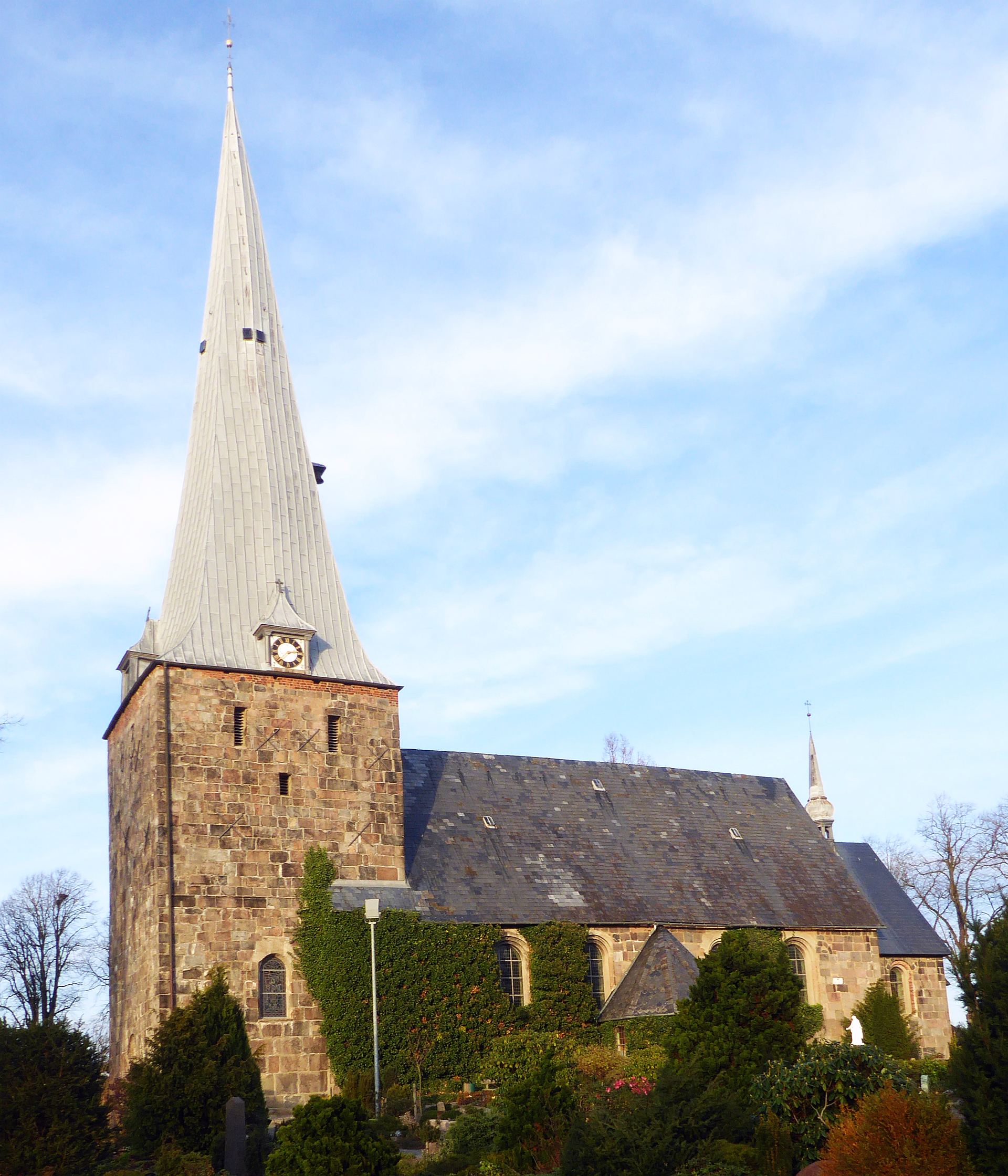
Die St.-Marien-Kirche in Sörup (Foto 2018)

## Kultur und Sehenswürdigkeiten
In der Liste der Kulturdenkmale in Sörup stehen die in der Denkmalliste des Landes Schleswig-Holstein eingetragenen Kulturdenkmale.
Sörup wurde mehrmals im Wettbewerb Unser Dorf hat Zukunft ausgezeichnet.

### St.-Marien-Kirche
Die gegen Ende des 12. Jahrhunderts erbaute St.-Marien-Kirche im Ortsteil Sörup, eine Granitquaderkirche, gilt als eine der ältesten romanischen Kirchen in Angeln. Der Turm (60 m), der später errichtet wurde, ist spätgotisch. Der dänische König und damit auch Herzog von Schleswig war der Patronatsherr der Kirche. Es wird vermutet, dass er den Schleswiger Dombaumeister mit ihrem Bau beauftragte.

### Obstmuseum „Pomarium Anglicum“
Im Ortsteil Winderatt befindet sich das Obstmuseum Pomarium Anglicum, in dem vor allem 600 verschiedene historische Apfelsorten und andere Obstsorten gesammelt wurden. Daneben werden Gerätschaften ausgestellt, die zum Anbau, der Ernte und der Verarbeitung von Obst genutzt wurden. Das Museum verfügt neben dem Museumsgebäude über eine 4,1 Hektar große Obstplantage.

### Sport
Der örtliche Sportverein ist der STV Sörup, der verschiedene Sportarten wie Mannschaftsspiele, Leichtathletik, Boden- und Geräteturnen, Gymnastik etc. anbietet.
Insbesondere Fußball erfreut sich in Sörup einer großen Beliebtheit.
Der Fußballverein FC Sörup-Sterup entstand 1999 aus den Fußballabteilungen des STV Sörup und des TSV Sterup und zählt mit über 300 Aktiven zu den größten Fußballvereinen in Schleswig-Holstein.
Zu den größten Erfolgen gehört der Meistertitel der Bezirksoberliga 2004 und 2006. Der FC stieg somit zum zweiten Mal nach 2004 in die höchste schleswig-holsteinische Spielklasse, die Verbandsliga, auf.
Handballer sind in der mehrere Nachbardörfer umfassenden SG Mittelangeln organisiert. Auch im kleinen dänischen Verein Sørup UF wird Handball gespielt, und der Verein trägt jährlich ein großes internationales Turnier in Sörup aus.
Der örtliche Tennisclub ist der TC Sörup.

### Tourismus
Die Tourismusinformation ist im Bahnhof von Sörup untergebracht. In der Gemeinde finden zahlreiche Veranstaltungen statt, die von Bürgern wie auch Touristen gerne angenommen werden. So ist das Johannifeuer am Südensee ebenso eine feste jährliche Einrichtung wie auch der schon seit Jahren stattfindende Besuch der Königsberger Theatergruppe in Südensee. Am Südufer des Winderatter Sees befindet sich in einem Waldgebiet die zerfallene Grauburg.

## Wirtschaft und Infrastruktur
In der ursprünglich landwirtschaftlich geprägten Gemeinde konzentrieren sich mittlerweile auch Gewerbebetriebe und ein vielseitiges Dienstleistungsangebot. Die Nähe zur Flensburger Werft hat in Sörup im 20. Jahrhundert einen der weltweit größten Hersteller für Zylinderlaufbuchsen von Schiffsmotoren hervorgebracht – die M. Jürgensen GmbH & Co KG.
Weitere Industriebetriebe sind Paustian Airtex (Herstellung textiler Flugzeugausstattungen), ATEC-Pharmatechnik, Arctos-Industriekälte AG und AMB Anlagen- und Metallbau.

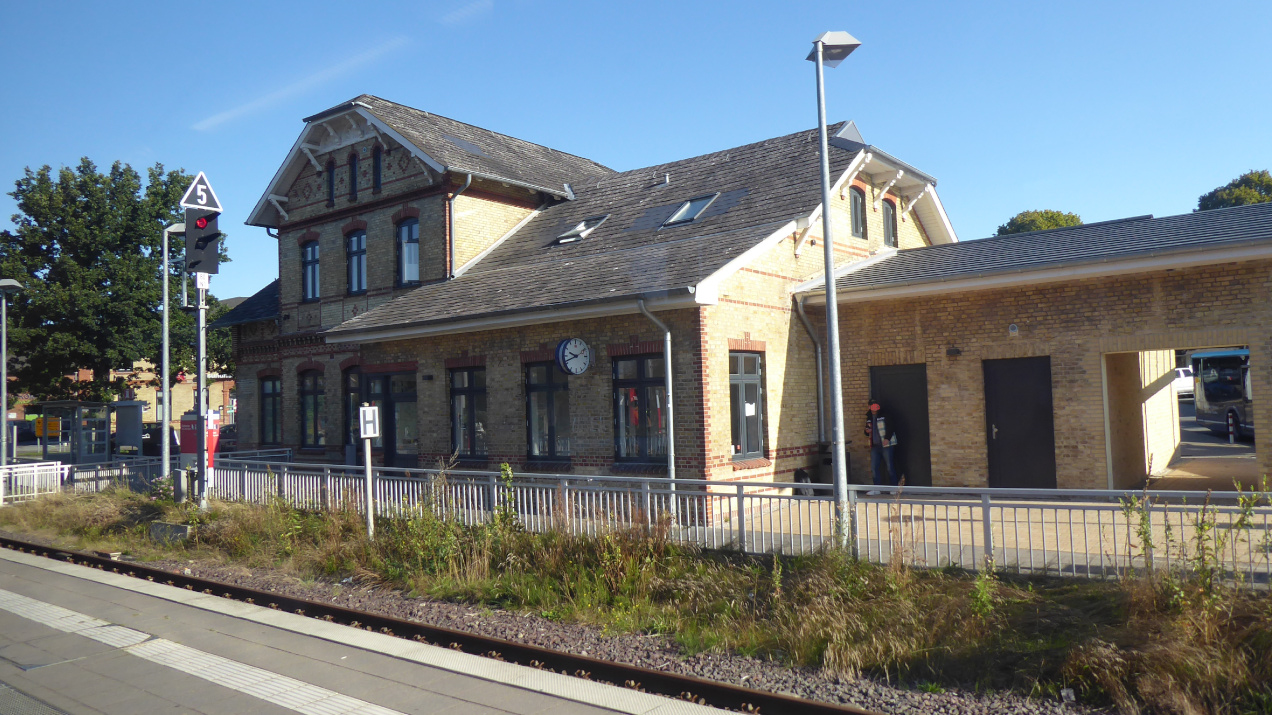
Bahnhof Sörup, Bahnsteigseite

Der Bahnhof Sörup liegt an der Bahnstrecke Kiel–Flensburg und hat in beide Richtungen stündliche Verbindungen. Der einstmals bedeutende Güterbahnhof wurde in den 1990er Jahren komplett abgebaut. Der Bahnhof in Winderatt liegt seit 1985 still, die Kreisbahn bereits seit 1938.
Der Bahnhof Sörup erhielt 2024 beim Wettbewerb Bahnhof des Jahres einen Sonderpreis.
Wichtigste Straßen in der Gemeinde sind die Landesstraße von Sterup nach Tarp, die bei Sörupmühle die alte Straße nach Flensburg kreuzt und zur Anschlussstelle Tarp der Bundesautobahn 7 führt, und die Verbindungen zum Verkehrsknotenpunkt Satrup und nach Norden zur Bundesstraße 199. Die alte Flensburg-Kappelner Landstraße (L 21) führt im Norden der Gemeinde durch Hardesby, Schwensby und Barg, ist heute jedoch von untergeordneter Bedeutung. Die Landesstraße 22 verläuft von Sörup nach Nübel-Triangel zur Bundesstraße 201.
Erneuerbare Energien
Die Notwendigkeit des Einsatzes von alternativen Energiequellen hat in Sörup mehrere Windkraftanlagen entstehen lassen. Eine Biogasanlage wurde im Ortsteil Sörup realisiert. Der Gemeinderat hat dem Vorhaben zu einer Erweiterung des Windparks zwischen den Ortsteilen Barg und Schwensby zugestimmt. Die Anlagen werden als Bürgerwindpark durch ortsansässige Investoren geplant und entwickelt. Der Windpark wurde 2015 fertiggestellt.

### Bildung
Am Ort befinden sich mit der Südensee-Schule eine deutsche und mit der Sørup Danske Skole eine lokale dänische Grundschule, zudem besteht mit der Astrid-Lindgren-Schule ein Förderzentrum.

## Söhne und Töchter der Gemeinde
- Heinrich Kroll (1894–1930), Jagdflieger im Ersten Weltkrieg